# Adiposidade localizada
Adiposidade localizada, popularmente conhecida como gordura localizada, se refere a um excessivo acúmulo de tecido adiposo em uma determinada parte do corpo (geralmente coxas, flancos, abdômen, costas, joelhos, glúteos ou rosto). Não é apenas um problema estético, causando prejuízo na capacidade motora, distúrbios do sono, dor e transtornos psicossociais.

## Causas
As causas primárias (congênitas) mais comuns incluem:
- Deficiência de Apolipoproteína A, B, C ou E;
- Distúrbios de lipoproteínas alfa ou beta;
- Defeito no gene ABCA1 ou no gene LCAT;
- Distúrbios hormonais hereditários (como diabetes tipo I).

Dentre fatores secundários que contribuem para a doença estão: 
- Ingestão excessiva de gordura saturada, colesterol e gordura trans;
- Sedentarismo;
- Hipertrofia do coxim adiposo (Síndrome ou sinal de Hoffa)[2];
- Diabetes mellitus;
- Uso excessivo de álcool;
- Doença renal crônica;
- Hipotireoidismo;
- Cirrose biliar primária e outras doenças biliares;
- Infecção avançada de HIV;
- Efeito colateral de:
  - Tiazidas;
  - β-bloqueadores;
  - Retinoides;
- Alguns antirretrovirais;
  - Ciclosporina;
  - Tacrolimos;
  - Estrogênio e progesterona;
  - Glicocorticoides.

### Coxim adiposo
Um trauma físico intenso ou vários leves podem causar hemorragia e edema local estimulando o crescimento das células de gordura próximos o encarceramento de tecido adiposo em determinado local com consequente necrose de adipócitos, proliferação de fibroblastos e fibrose. Pode resultar em metaplasia condroide da gordura. 

## Tratamento
As opções de tratamento incluem:
- Lipoaspiração;
- Abdominoplastia;
- Terapia com laser de baixa intensidade[3];
- Terapia com vibração[3];
- Eletrolipoforese/eletrolipólise (melhores resultados quando associada com drenagem linfática)[4]
- Criolipólise
- Reeducação alimentar e exercícios prolongados regulares.

Para que uma dieta e rotina de exercícios seja eficiente é recomendado que inclua família, amigos e/ou profissionais de saúde (como nutricionista, educador físico, psicólogo, fisioterapeuta, terapeuta ocupacional e médico).
Um estudo paulista indica que massagem clássica estética não diminui a espessura do tecido adiposo subcutâneo abdominal, mas pode reduzir o perímetro do quadril.